# Salix drummondiana
Salix drummondiana — вид квіткових рослин із родини вербових (Salicaceae).

## Морфологічна характеристика

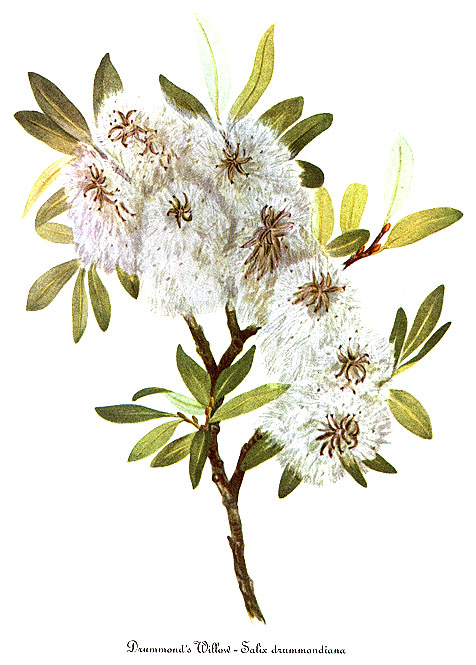

Це кущ 1–5 метрів заввишки (іноді утворюють клони дробленням стебла). Гілки (дуже ± крихкі біля основи), жовто-коричневі чи червоно-коричневі, зазвичай сильно сизі, (злегка блискучі), голі чи майже так; гілочки червоно-коричневі чи плямисто-жовто-коричневі, (від сильно сизого до несизуватого), голі, запушені, волосисті чи оксамитові. Листки на 2–12 мм ніжках; найбільша листкова пластина вузько-еліптична, еліптична або зворотно-ланцетна, 40–85 × 9–26 мм; краї злегка вигнуті, цілісні чи неглибоко городчасті, до виїмчастих; верхівка гостра, загострена чи опукла; абаксіальна поверхня (низ) сірувата (прихована волосками), густо коротко чи довго шовковиста; адаксіальна — злегка блискуча чи тьмяна, рідко коротко-шовковиста до голої (волоски білі, іноді також залізисті); молода пластинка зелена, дуже густо коротка шовковиста абаксіально (рідко також адаксіально), волоски білі, іноді також залозисті. Сережки квітнуть до появи листя; тичинкові 19–40 × 8–20 мм; маточкові 22–87 (до 105 у плоді) × 8–18 мм. Коробочка 2.5–6 мм. 2n = 38, 57, 76.

## Середовище проживання
Канада (Юкон, Саскачеван, Альберта, Британська Колумбія) й США (Колорадо, Айдахо, Монтана, Орегон, Вашингтон, Вайомінг, Нью-Мексико, Аризона, Каліфорнія, Невада, Юта). Населяє субальпійські та гірські ліси та чагарники, смерекові ліси, узбережжя річок, щебенисті заплави; 200–3400 метрів.

## Використання
Дерево збирають із дикої природи для місцевого використання як ліки та джерело матеріалів. Кора містить саліцин і може використовуватися в медицині.